# Aldeanueva de la Sierra
Pour les articles homonymes, voir Aldeanueva.
Aldeanueva de la Sierra est une commune de la province de Salamanque dans la communauté autonome de Castille-et-León en Espagne.

## Géographie
Aldeanueva de la Sierra appartient à la province de Salamanque. À côté de cette ville en pente, qui s'est développée au fil des ans, se trouve la rivière Lumbralejo.  

### Communes limitrophes
Les communes limitrophes sont  Cereceda de la Sierra, El Cabaco, La Bastida, La Rinconada de la Sierra, Tamames et Tejeda y Segoyuela.
|           | Tamames                 | Tejeda y Segoyuela        |
| El Cabaco | Aldeanueva de la Sierra | La Rinconada de la Sierra |
|           | Cereceda de la Sierra   | La Bastida                |

### Climat
Il y a un climat méditerranéen continentalisé. Les précipitations sont de l'ordre de 800-300 mm. Le maximum se produit surtout au printemps, lorsque les anticyclones d'hiver s'affaiblissent (les anticyclones se produisent parce que le sol est plus froid). Dans cet endroit, les étés sont frais car la moyenne ne dépasse pas 22 °C et les hivers sont froids, inférieurs à 4 °C-6 °C. Le gel et les nuages sont courants.
Enfin, en poursuivant l'été, nous ne pouvons pas laisser de côté la sécheresse car elle devient de plus en plus courante et contribue à l'appauvrissement des terres et à la baisse de la qualité des citoyens et des animaux. Par conséquent, la consommation contrôlée d'eau est obligatoire.

## Histoire
Les montagnes alentour appartiennent aux ères Cambrien et Paléozoïque (de 4000 à 225 millions d'années). Dans la première ère, en Espagne, une ligne montagneuse courbée de la mer a été créée, prenant ainsi Aldeanueva et exposant des matériaux tels que l'ardoise. Lorsque cette étape se termine, la suivante commence avec l'orogenèse hercynienne : la mer recouvre la péninsule et certaines chaînes de montagnes hercyniennes émergent à côté de matériaux tels que l'ardoise, le quartzite et le granit.

En bref, les matériaux en silicium sont donnés en Aldeanueva, c'est-à-dire les matériaux anciens et durs. Cependant, il y a des endroits où l'on peut trouver des matériaux tertiaires et quaternaires (68 millions jusqu'à présent) que l'on trouve par exemple dans le champ de tir.

En Espagne, les chaînes de montagnes à l'intérieur se trouvent dans la chaîne de montagnes centrale et dans les montagnes de Tolède. Aldeanueva appartient à la chaîne de montagnes du système central. Elle survient parce que des blocs s'élèvent de la base de la chaîne de montagnes centrale en raison de l'orogenèse alpine. Comme déjà mentionné précédemment, les montagnes de cette ville sont constituées de pierres primaires, par conséquent, elles ont une forme ronde et des sommets plats, en tenant également compte de la limitation.

## Démographie
Évolution démographique depuis 1900
| 1900 | 1910 | 1920 | 1930 | 1940 | 1950 | 1960 | 1970 | 1981 | 1991 | 2000 | 2010 | 2014 | 2017 | 2019 |
| ---- | ---- | ---- | ---- | ---- | ---- | ---- | ---- | ---- | ---- | ---- | ---- | ---- | ---- | ---- |
| 328  | 345  | 336  | 357  | 345  | 354  | 358  | 225  | 147  | 109  | 121  | 102  | 113  | 107  | 115  |